# Боббі Деспотовскі
Боббі Деспотовскі (англ. Bobby Despotovski, нар. 14 липня 1971, Перт) — австралійський футболіст югославського походження, що грав на позиції нападника.
Виступав, зокрема, за клуб «Перт Глорі», а також національну збірну Австралії.

## Клубна кар'єра
Народився 14 липня 1971 року в австралійському місті Перт в родині вихідців з Югославії. Через 9 місяців після народження його сім'я повернулася в Югославію, оскільки його мати сумувала за батьківщиною. Виріс у місті Панчево, розташованому недалеко від Белграда. Футболом почав займатися в «Црвені Звезді». Коли Деспотовскі було 15 років, у нього був вибір між гандболом, який завжди відігравав велику роль в його житті, або кар'єрою в професійному футболі. Зрештою він вибрав футбол, першим професійним клубом став «Динамо» (Панчево), що грав у регіональних югославських лігах.
Під час югославських воєн був солдатом югославської Народної армії, але через-поранення був демобілізований.
У 1992 році повернувся до свого рідного міста Перт, де продовжив свою футбольну кар'єру у складі клубу «Флореат Афіна», що виступав у Прем'єр-лізі Західної Австралії.
У сезоні 1994/95 виступав за «Гейдельберг Юнайтед» з Національної футбольної ліги, вищого дивізіону країни, а наступний провів у «Морвелл Фелконз», що виступав там само.
У 1996 році Боббі, на запрошення генерального менеджера Роджера Лефорта, Деспотовскі переходить у «Перт Глорі». У свій дебютний сезон він забив 14 голів у 23 матчах. 21 травня 2001 року Деспотовскі став причиною скандалу, під час матчу проти «Мельбурн Найтс», клубу підтримуваного австралійцями хорватського походження, на стадіоні «Найтс Стедіум» показав фанатам противника вітання трьома перстами, знак поширений серед сербських націоналістів. Після закінчення матчу Боббі і тренер Бернд Штанге були атаковані фанатами «лицарів». Для того щоб уникнути повторення насильства наступний домашній матч «лицарів» проти Перта був перенесений в Лонсестон. У сезонах 2002/03 та 2003/04 Боббі ставав з клубом чемпіоном Австралії і є одним з найуспішніших нападників нині неіснуючої Національної футбольної ліги, забивши понад 100 голів.
2004 року, після скасування НФЛ, Деспотовскі пограв за нижчолігові «Інглвуд Юнайтед» та «Боннірігг Вайт Іглз», а 2005 року повернувся в «Перт Глорі», що заявився до новоствореної А-ліги, нового вищого дивізіону Австралії. Тут Боббі провів за клуб ще два сезони і у першому з них став найкращим бомбардиром і отримав Медаль Джонні Воррена . Йому належить рекорд за забитими м'ячами у складі «Перт Глорі».
Завершив ігрову кар'єру у команді «Інглвуд Юнайтед», у складі у 2007–2008 роках був граючим тренером. В подальшому працював тренером у футбольній школі, а з 2015 року став тренером команди «Перт Глорі» U-20 та жіночої команди.

## Виступи за збірну
6 липня 2002 року дебютував в офіційних матчах у складі національної збірної Австралії в матчі Кубка націй ОФК 2002 року у Новій Зеландії з Вануату (2:0), в якому забив гол. У наступному матчі з Новою Каледонією (11:0) він відзначився покером. В результаті зігравши у чотирьох іграх, він допоміг команді вийти до фіналу. Там Деспотовскі з командою програв господарям новозеландцям і здобув «срібло». В підсумку забивши 5 голів у чотирьох матчах Боббі разом з трьома іншими гравцями став найкращим бомбардиром турніру. Незважаючи на це після тієї першості Деспотовскі за збірну більше не грав.
У складі збірної був учасником кубка націй ОФК 2002 року у Новій Зеландії, де разом з командою здобув «срібло».

## Досягнення

### Клубний
- Переможець Національної футбольної ліги: 2 (2002/03, 2003/04)

### Збірні
- Срібний призер Кубка націй ОФК: 2002

### Індивідуальний
- Медаль Джонні Воррена: 1( 2005/06)
- Володар Золотого бутсу А-Ліги: 1 (2005/06)
- Найкращий футболіст сезону за версією уболівальників «Перт Глорі»: 4 (2000/01, 2001/02, 2003/04, 2005/06)
- Найкращий футболіст сезону за версією футболістів «Перт Глорі»: 1 (2005/06)
- Тренер року W-Ліги: 1 (2015/16)